# Подводные лодки типа 041
Субмарины Тип 041 (кодовое имя НАТО — класс Юань), также известные как тип 039A/B/C/D — серия дизель-электрических подводных лодок ВМС КНР. Является первым типом китайских подлодок, оснащенных воздухонезависимым двигателем. Предположительно, является одной из самых тихих ДЭПЛ, используемых в современном мире. Серия создана для замены стареющих лодок типа 033 (экспортная модификация советского проекта 633 ) и типа 035 (переработанная версия проекта 633), служивших основой конвенционных подводных сил Китая.
Серия 041 является развитием серии подлодок тип 039. Официальное китайское обозначение — 039A, то есть модификация типа 039. Однако, конструктивно серии связаны лишь незначительно.
Характеристики этого типа Китай не публиковал, так что приведённые данные — оценочные.